# Dendrobium ischnopetalum
Dendrobium ischnopetalum är en orkidéart som beskrevs av Rudolf Schlechter. Dendrobium ischnopetalum ingår i släktet Dendrobium, och familjen orkidéer. Inga underarter finns listade i Catalogue of Life.